# Кобилянський Омелян Миколайович
Кобилянський Омелян Миколайович (* 23 травня 1932, с. Мамаївці Кіцманського району Чернівецької області — 14 квітня 2008, там само) — український художник, педагог.

## Біографія

Родина Кобилянських, з якої походить Омелян Миколайович Кобилянський (Крайня справа юна Ольга Кобилянська

Омелян Кобилянський народився в родині канцеляриста Миколи Кобилянського та Розалії Кобилянської (Клос).
У 1943 році в Чернівцях закінчив початкову румунську школу.
У 1952 році вже в українській школі Мамаївців отримав неповну середню освіту.
В 1954–1960 роках працював завідувачем Мамаївського сільського клубу.
Продовжуючи займатися самоосвітою, 1961 року (в тридцятирічному віці!) екстерном закінчив Лужанську середню школу.
Продовжуючи навчання, в 1963 році закінчив Московський університет мистецтв та, в 1977 році, факультет образотворчого мистецтва і графіки Одеського педагогічного інституту.
1960–1977 р.р. — вчитель Старосільської (Мамаївської) середньої школи.
1977–1999 р.р. — вчитель Новосільської (Мамаївської) середньої школи та Кіцманської районної художньої школи.
Продуктивною була діяльність Омеляна Кобилянського як художника і літератора.
О. Кобилянський почав малювати з дитинства. Він виступав у різних художніх жанрах. Найбільших успіхів домігся у написанні портретів і зображенні припрутських пейзажів.
25 вихованців О. Кобилянського обрали професію з образотворчого мистецтва. Серед них Анна Равлюк, що працює художницею в Румунії, Леонід Глібка, який завершив навчання у Львівській художній академії. Серед колишніх учнів Кобилянського-художника є живописці, художники-оформлювачі, архітектори — люди, що пов'язали своє життя з мистецтвом.
Омелян Миколайович писав вірші (друкував їх в місцевих виданнях) і музику пісень на тексти буковинських поетів і на свої власні
Нагороджений медалям, лауреат премій.
О.Кобилянський є одним із засновників Ордену Архистратига Михаїла, нагороджений орденами цього Лицарського Ордену.
Помер у 2008 році в Мамаївцях, похований на цвинтарі рідного села.

### Омелян Кобилянський з учнями

## Творча діяльність
- Створив портрети Дмитра Гнатюка, Івана Миколайчука, Василя Курилика, Володимира Кокоячука, Зірки Мензатюк та інших відомих митців Буковини і України — серед них і вихідці з Мамаївців;

Омелян Кобилянський. Зима.

- Як художник, брав участь у створенні ескізів нагород, зокрема, ордена «Хрест Заслуги», виготовленого в Канаді на честь п'ятиріччя незалежності України;
- Написав і подарував ікони Святого Архистратига Михаїла: в Чернівцях — собору Різдва Христового, в с. Зарожани[3] — церкві Святого Архистратига Михаїла, а ікону Святого Великомученика Дмитрія Солунського — в с. Кормань[4] — церкві Святого Дмитрія;
- Проілюстрував декілька книг, краєзнавчих нарисів;
- Опіблікував книги: «Двадцять митців в долі одного села»[5], а також «Художниця Анна Равлюк»[6] (2005);
- 2007 року видав збірку віршів «З доріг життя».

## Нагороди
- Звання Відмінник освіти України";
- Медаль «За трудову доблесть»;
- Медаль «Ветеран праці»;
- Лауреат педагогічної премії імені С. Шпойнаровського (1992);
- Лауреат мистецької премії імені Віктора Зубара.